# Station 19 (4.ª temporada)
A quarta temporada da série de televisão dramática estadounidense Station 19 foi encomendada em 11 de março de 2020 pela ABC, estreou em 12 de novembro de 2020 com um episódio crossover com Grey's Anatomy e foi finalizada em 3 de junho de 2021, contando com 16 episódios. A temporada foi produzida pela ShondaLand e ABC Signature, com Shonda Rhimes e Betsy Beers como produtoras executivas, Paris Barclay como diretor de produção e produtor executivo da série e Krista Vernoff, escritora veterana de Grey's Anatomy, servindo como a showrunner e produtora executiva, sendo essa a segunda temporada no comando dela. A temporada foi ao ar na temporada de transmissão de 2020-21 às noites de quinta-feira às 20h, horário do leste dos EUA.
Esta é a primeira temporada a não contar com Miguel Sandoval como Pruitt Herrera no elenco principal, bem como também é a primeira a contar com Stefania Spampinato como Carina DeLuca no elenco principal, cujo anúncio de promoção ocorreu em 30 de julho de 2020.
A quarta temporada é estrelada por Jaina Lee Ortiz como Andy Herrera, Jason George como Ben Warren, Boris Kodjoe como Robert Sullivan, Grey Damon como Jack Gibson, Barrett Doss como Victoria Hughes, Jay Hayden como Travis Montgomery, Okieriete Onaodowan como Dean Miller, Danielle Savre como Maya Bishop e Stefania Spampinato como Carina DeLuca.
A temporada terminou com uma média de 7.11 milhões de espectadores e ficou classificada em 29.º lugar na audiência total, assim como na temporada anterior, e classificada em 18.º no grupo demográfico de 18 a 49 anos.

## Enredo
A série segue um grupo de bombeiros heroicos do Corpo de Bombeiros de Seattle na Estação 19, desde o capitão até o mais novo recruta em suas vidas pessoais e profissionais.

## Elenco e personagens
| - Jaina Lee Ortiz como Andrea "Andy" Herrera - Jason George como Benjamin "Ben" Warren - Boris Kodjoe como Robert Sullivan - Grey Damon como Jack Gibson - Barrett Doss como Victoria "Vic" Hughes - Jay Hayden como Travis Montgomery - Okieriete Onaodowan como Dean Miller - Danielle Savre como Maya Bishop - Stefania Spampinato como Dra. Carina DeLuca | - Jayne Taini como Marsha - Jeanne Sakata como Nari Montgomery - BJ Tanner como "Tuck" Jones - Colleen Foy como Inara - James Pickens, Jr. como Dr. Richard Webber - Pat Healy como Michael Dixon - Lachlan Buchanan como Emmett Dixon - Carlos Miranda como Theo Ruiz - Robert Curtis Brown como Paul Montgomery | - Chandra Wilson como Dra. Miranda Bailey |

### Participações
- Kevin McKidd como Dr. Owen Hunt[9]
- Patricia De León como Elena Herrera
- Laura Ceron como Sandra Alvarez
- Robert Picardo como Mr. Nelligan
- V. Vieux como Rosalind Warren
- Justin Ellings como Frankie Morris
- Caterina Scorsone como Dra. Amelia Shepherd[10]
- Jaicy Elliot como Dra. Taryn Helm[10]
- Lombardo Boyar como Johnny Alvarez
- Melissa Marty como Michelle Alvarez
- Peter Onorati como Snuffy Souza
- Miguel Sandoval como Pruitt Herrera[10]
- Chris Coy como Oficial Wicklund
- Michael Patrick McGill como Robert Corson
- Sophina Brown como Joyce Williams
- Dionne Audain como Sharon
- Yindra Zayas como Shanice
- Makayla Lysiak como Jada Williams
- Giacomo Gianniotti como Dr. Andrew DeLuca
- Tom Wright como Chefe Gregory
- Stephanie Kurtzuba como Opal
- Jeff Doucette como Dr. Warren Sterman
- Gabriella Pession como Dra. Gabriella Aurora
- Khalilah Joi como Condola Vargas[14]
- Zach Villa como Charlie
- Jonathan Bennett como Michael Cooper Williams
- Jake Borelli como Dr. Levi Schmitt
- Lisa Schurga como Karissa Skolaski
- Kevin Berntson como Shayne Riley
- Barbara Eve Harris como Ifeya Miller
- Rick Worthy como Anthony Hughes
- Tracie Thoms como Dra. Diane Lewis[15]
- Elayn J. Taylor como Marion Hughes
- Jeffrey D. Sams como Bill Miller
- Anil Kumar como Dr. Clark Kabir
- Drew Rausch como John Finch
- Svetlana Efremova como Lenya Hughes
- Golden Brooks como Vivienne
- Adam J Harrington como Lane Bishop
- Ivana Shein como Katherine Bishop

## Episódios
| N.º na série | N.º na temp. | Título                       | Dirigido por        | Escrito por                                                                | Exibição original      | Audiência (milhões) |
| --- | ------------ | ---------------------------- | ------------------- | -------------------------------------------------------------------------- | ---------------------- | ------------------- |
| 44 | 1            | "Nothing Seems the Same"     | Paris Barclay       | Kiley Donovan                                                              | 12 de novembro de 2020 | 6.59                |
| A estação 19 trata dos efeitos da COVID-19. Enquanto isso, a ambulância da estação, com Travis e Vic lida com o tratamento de vítimas adolescentes envolvidas em um acidente de carro enquanto voltavam de uma festa. As coisas se complicam quando o carro pega fogo e rapidamente se transforma em um pequeno incêndio florestal. Sullivan lida com a demissão do Corpo de Bombeiros de Seattle e tem problemas para se estabelecer em seu novo emprego em uma empresa privada. Além disso, Andy continua a processar a notícia de que sua mãe ainda está viva e que seu pai está morto. A homenagem ao Capitão Herrera ocorre de maneira online, com Andy discursando sobre como Pruitt fez da estação uma família. Esse episódio começa um crossover com Grey's Anatomy que continua em "All Tomorrow's Parties" e se conclui em "The Center Won't Hold". |              |                              |                     |                                                                            |                        |                     |
| 45 | 2            | "Wild World"                 | Bethany Rooney      | Emmylou Diaz                                                               | 19 de novembro de 2020 | 5.66                |
| Andy passa um tempo com sua família para se reconectar. Travis e Ben atendem uma mulher depois que seu tigre de estimação a ataca. Carina desabafa com Ben sobre a perda de mais uma mãe e sobre a solidão nesse momento de pandemia. Sullivan toma medidas para ficar sóbrio e participa de uma reunião virtual do AA. Carina e Maya fazem o possível para seguir as regras de distanciamento social. Amelia aconselha Sullivan a procurar um padrinho. Andy descobre mais coisas de seu passado com as confissões de sua família. Mais tarde, o tigre aparece dentro da estação. Dean e Vic continuam com o clima tenso entre eles. Carina vai ver Maya na estação e elas decidem morar juntas. |              |                              |                     |                                                                            |                        |                     |
| 46 | 3            | "We Are Family"              | Paris Barclay       | Zaiver Sinnett                                                             | 3 de dezembro de 2020  | 5.58                |
| Richard passa pela estação para apoiar Robert antes de sua audiência perante a comissão de bombeiros, que determinará seu futuro como bombeiro. Durante seu depoimento, Ben aponta a crise de opióides do país como a principal razão por trás do vício de Sullivan e suas consequências, o que leva a comissão a fechar a ERM, considerando-a um grande problema. Tendo sido inocentado de todas as acusações e recontratado no Departamento de Polícia de Seattle, o testemunho de Michael Dixon culpa Sullivan por manipular os bombeiros, incluindo seu filho. Após a tripulação da estação 19 interromper a reunião para expressar seu apoio a Sullivan, a comissão permite que ele permaneça na estação 19 como bombeiro regular. Maya luta para aceitar sua vida agradável com Carina; ela e Andy reacenderam sua amizade depois de perceberem que estavam completamente fora de contato e que sentem falta uma da outra. Depois de responder a uma chamada em um prédio de apartamentos de drag queens, Travis percebe que sente falta de ter amigos gays e se reconecta com Emmett. |              |                              |                     |                                                                            |                        |                     |
| 47 | 4            | "Don't Look Back in Anger"   | Bethany Rooney      | Brian Anthony                                                              | 10 de dezembro de 2020 | 5.58                |
| Robert luta para aceitar sua posição como inferior dentro da equipe, mantendo distância de Andy. A equipe tenta neutralizar uma situação tensa entre um casal cristão bêbado que se recusa a seguir os protocolos da COVID-19 e é resistente a aceitar ajuda. As coisas ficam ainda mais difíceis quando a esposa grávida fere Travis e entra em trabalho de parto no local. A experiência faz com que Travis faça uma dolorosa reflexão sobre as visões católicas em relação à homossexualidade, o que o leva a confrontar seu pai sobre o fato de ele esconder sua própria orientação sexual. Dean briga com Robert pelo fato de que suas ações complicaram as carreiras de todos os outros bombeiros negros. Ben implora a Dean para levar em consideração o fardo de Sullivan enquanto o apoio de Vic ao seu ponto de vista faz com que Dean reacenda sua amizade. Quando Marsha é admitida no Grey Sloan com COVID-19, Jack se muda temporariamente para o apartamento para apoiar Marcus e Inara, que teme que seu atual arranjo de vida esteja chegando ao fim. Enquanto isso, a luta de Maya para dividir seu espaço com Carina a faz temer que ela tenha se tornado uma cópia de seu pai dominante e controlador. |              |                              |                     |                                                                            |                        |                     |
| 48 | 5            | "Out of Control"             | Michael Medico      | Tyrone Finch                                                               | 17 de dezembro de 2020 | 5.63                |
| A equipe se desprende de uma rodada de três chamadas e decide ir festejar na casa de Maya. Quando ela sai para se trocar depois de uma brincadeira sofrida por Miller e Travis, os dois ouvem uma mulher gritando na rua, dizendo que sua filha e uma amiga foram sequestrados por um homem que estava na casa ao lado. Após tentativas de chamar a polícia vem uma patrulha, mas não para atender eles, mas sim para o homem, que denunciou a mulher por perturbar o silêncio. Então a equipe finge sentir cheiro de gás para evacuar a casa, quando de repente um incêndio de verdade começa. Miller e Sullivan entram para procurar as meninas, e uma vez que são encontrados inconscientes dentro de uma porta trancada, eles as levam para um local seguro. No final, um motim eclode porque em vez de acusar o homem de sequestro e tráfico humano, ele denuncia as meninas por incêndio criminoso dizendo que elas tinham inventado tudo, apenas por preconceito racial. A mãe de uma das meninas é presa por se rebelar contra a polícia, depois que Miller é preso por tentar protegê-la, e Sullivan por empurrar um policial depois que ele empurra Andy para o chão. Esse episódio começa um crossover com Grey's Anatomy que se conclui em "No Time for Despair". |              |                              |                     |                                                                            |                        |                     |
| 49 | 6            | "Train in Vain"              | Allison Liddi-Brown | História por : Rob Giles & Meghann Plunkett Roteiro por : Meghann Plunkett | 11 de março de 2021    | 5.40                |
| Enquanto a Estação 19 tenta se reagrupar e se recuperar das experiências do dia anterior, a equipe tenta se recompor para sua inspeção anual. Eles mostram seu apoio a Miller, que está lutando mais e quer fazer algo para garantir que isso nunca aconteça com nenhum bombeiro negro novamente. Enquanto isso, Carina e seu irmão Andrew estão perseguindo Opal, uma mulher suspeita de estar ligada ao tráfico de pessoas. Apesar de suas preocupações com a segurança de sua irmã, Andrew está determinado a não deixá-la escapar novamente. Bishop, Warren, Gibson e a polícia ajudam a capturá-la e prendê-la, mas Andrew é esfaqueado na perseguição. Ele é imediatamente socorrido e levado para o Grey Sloan Memorial Hospital. Esse episódio começa um crossover com Grey's Anatomy que se conclui em "Helplessly Hoping". |              |                              |                     |                                                                            |                        |                     |
| 50 | 7            | "Learning to Fly"            | Sam Forman          | Michael Medico                                                             | 18 de março de 2021    | 5.10                |
| Carina continua sofrendo seu luto junto com Maya, que pediu uma pausa no trabalho, entregando o comando a Andy. Travis conflita com seu pai depois que seu ele vai na estação dizer que foi hackeado e que alguém se apropriou de sua foto. Durante o turno, a equipe é chamada para afastar uma multidão de pessoas que formavam uma seita, ouviam e dançavam junto com seu líder, que estava no telhado do prédio, continuando a repetir que dançando você poderia se livrar do medo e você poderia voar. A capitã manda Jack para o telhado mas, depois de tentativas desesperadas de derrubá-lo, ele se joga e pousa no inflador de emergência. A polícia também chega ao local da seita e dizem que o policial corrupto já foi afastado, mas Miller segue decidido em entrar com processo contra a instituição. Carina se sente culpada e desolada e não consegue realizar as questões burocráticas decorrentes da morte do irmão, logo Maya realiza por ela, exceto dar a notícia para o seu pai. Enquanto isso, Ben pede para voltar ao trabalho e ficar no escritório, onde um idoso que vive com HIV aparece, depois que ele cortou o dedo com uma tesoura enquanto tentava trabalhar com seda. No final vemos Maya convencendo Carina a gritar para trazer à tona os sentimentos que ela reprime e Jack beijando sua namorada depois de voltar do trabalho e perceber durante o chamado que ele fez no telhado que ele tinha que amar alguém em sua vida e que essa pessoa era Inara. |              |                              |                     |                                                                            |                        |                     |
| 51 | 8            | "Make No Mistake, He's Mine" | Allison Liddi-Brown | Shalisha Francis-Feusner                                                   | 25 de março de 2021    | 5.26                |
| Miller pretende processar a polícia pelo que aconteceu e pede ajuda a um advogado civil, sua irmã, e não de sua amiga Condola. Gabriella, amiga de Carina, aparece na casa de Maya e Carina e descobre da morte do irmão de Carina, Andrew, o que deixa Maya com ciúmes. Jack é substituído no quartel devido a problemas familiares com o retorno de Marsha do hospital para casa, o que não acontece. Theo Ruiz conhece a equipe da estação, mas acontece que ele já é conhecido de alguém; foi ele quem deu a ordem a Michael, marido de Travis, durante o chamado em que ele morreu. Um rapaz aparece na estação com uma flecha atravessada na cabeça, lá a equipe trata de seus ferimentos leves e o encaminham para o Grey-Sloan. No meio do caminho, a ambulância se depara com um homem inconsciente no carro e Travis fica para atendê-lo e Theo vai ao local para ajudar, o que causa uma tensão entre eles. Andy e Sullivan discutem a relação profissional. Maya vai até Jack para desabafar sobre Carina e sua amiga, que conseguiu levantar o astral dela depois da morte de Andrew. Ben, Sullivan e Ben apoiam Miller na abertura do processo e Jack, Marcus e Inara vão ver Marsha no hospital, pela janela com a ajuda do caminhão dos bombeiros. |              |                              |                     |                                                                            |                        |                     |
| 52 | 9            | "No One Is Alone"            | Stacey K. Black     | Rochelle Zimmerman                                                         | 1 de abril de 2021     | 4.78                |
| Travis descobre que o cara misterioso que anda saindo com Vic é Theo, o que deixa a relação dos dois tensa. Vic e Travis atendem o mesmo homem que Travis atendeu no dia anterior, o que estava inconsciente no carro. Flashbacks de 2009 a 2016 revelam que Theo era o melhor amigo de Michael, o caminho rápido de Theo até a capitania, além de mostrar como Theo deu as notícias a Travis e como foram as circunstâncias da morte de Michael. Jack e Theo conversam sobre figuras paternas depois que Inara liga para falar que Marcus anda muito preocupado com Jack. Travis e Vic discutem sobre a perda de amores, e Travis faz Vic se relembrar da perda de Ripley e questiona se ela realmente gostava dele. Depois de muitas reflexões, Vic e Travis fazem as pazes. Em 2016, Travis se transfere para a estação 19, conhece a novata Vic e desabafa sozinho com um celular como se estivesse falando com Michael. |              |                              |                     |                                                                            |                        |                     |
| 53 | 10           | "Save Yourself"              | David Greenspan     | Emily Culver                                                               | 8 de abril de 2021     | 4.87                |
| A equipe tem várias surpresas enquanto lida com pessoas que chegam para o teste de COVID no corpo de bombeiros. Jack entra em contato com o filho de Marsha, que quer removê-la do respirador, com isso ele dá a notícia a Marcus e Inara. Carina é uma maníaca por controle, mas depois revela a Maya que ela pode ter que voltar para a Itália por conta do vencimento de seu visto. O chefe de batalhão Gregory pede para que Dean não continue seu processo contra a polícia, alegando que isso seria mais prejudicial. A equipe atende a uma chamada em que um casal, que a pouco tinha feito teste na estação, fica preso dentro de seu carro, que está dentro de um caminhão. Os pais Travis vão fazer testes depois que "a esposa de um amigo do golfe" testou positivo, com isso Travis entra em conflito novamente com seu pai. Os tios e a prima de Andy também vão fazer testes na estação e acabam conhecendo Robert. Miller revela para Vic que ele entrou em contato com seus pais e que eles enfim conheceram Pru. O chefe Gregory agora está supervisionando a capitania de Maya para prevenir qualquer outro incidente. Quando Marsha é retirada do respirador, Marcus se revolta e Jack tenta consolá-lo. Quando Sullivan diz a Andy que o chefe Gregory o promoveria a tenente se ele resolvesse a situação de Miller, ela fica descontente. Quando todos estão juntos na estação acompanhando Marsha, surpreendentemente ela acorda. Carina fica animada quando Maya se oferece para ir para a Itália com ela. Esse episódio inicia um crossover com Grey's Anatomy que se conclui em "Sorry Doesn't Always Make It Right" |              |                              |                     |                                                                            |                        |                     |
| 54 | 11           | "Here It Comes Again"        | Karen Gaviola       | Emmylou Diaz & Tyrone Finch                                                | 15 de abril de 2021    | 5.10                |
| A mãe de Dean está em sua casa para cuidar de Pru, mas ele tem pouca confiança. Emmett aparece na casa de Travis para avisar que seu pai está indo para a estação. Dixon chega à estação e fala para Maya controlar a situação de Dean com o processo contra a polícia. Travis confessa a Vic que ele tem uma queda por Emmett, e ela aconselha a eles desenvolverem uma amizade colorida. A estação é chamada para um chamado em um rinque de patinação no gelo onde uma máquina de polir está em chamas e desgovernada. Na estação, enquanto Carina desabafa com Ben depois de ter pedido demissão do Grey Sloan, para poder voltar para a Itália, um casal chega com a mulher entrando em trabalho de parto. Sullivan oferece constante ajuda Maya, que recusa sistematicamente. Sullivan tem a ideia de entrarem no rinque para poderem chegar mais perto da máquina em chamas e enfim controlar o incêndio. Os donos da pista recusam ir ao hospital na ambulância alegando gastos que eles não são capazes de pagar. Enquanto a mulher entra em trabalho de parto, seu marido sofre um infarto, e Dean e Andy levam o homem para o hospital mais próximo, mas ele está superlotado. Dean fica 6 minutos tentando reanimá-lo enquanto aguarda um leito no hospital, e no momento que o batimento cardíaco retorna, um leito fica disponível. Carina, com a ajuda de Ben, fazem o parto com sucesso enquanto o resto da equipe retorna para a estação. Maya diz para Carina que ela não pode ir para Itália com ela, por mais que ela queira. Richard liga para Sullivan e Ben para Bailey, e eles descobrem sobre a situação em Mineápolis, o assassinato de George Floyd. Dean reflete sobre a brutalidade policial, onde eles gastaram mais tempo matando uma pessoa, 8 minutos, do que eles gastaram salvando uma, 6 minutos. |              |                              |                     |                                                                            |                        |                     |
| 55 | 12           | "Get Up, Stand Up"           | Daryn Okada         | Krista Vernoff                                                             | 22 de abril de 2021    | 4.47                |
| À luz do trauma causado pelo assassinato de George Floyd, Maya convida a Dra. Diane Lewis de volta para dar a sua equipe uma chance de desabafar. Ben fala sobre as lutas que vive como homem negro na América, incluindo a criação de dois meninos negros. Diane faz com que Maya prometa ativamente denunciar as injustiças, embora ela possa ter levado muito tempo para denunciar, ela está fazendo isso agora, além de ouvir e aprender. Com o aumento de crimes de ódio contra asiático-americanos, Diane garante a Travis que, embora o racismo que ele e sua mãe experimentaram possa parecer insignificante em comparação com os eventos recentes, qualquer tipo de discriminação é inaceitável. Andy enfrenta o fato de que, tendo crescido perto de policiais e relativamente poupada do racismo devido ao seu tom de pele mais claro, ela não conseguiu reconhecer a brutalidade policial como um problema sistêmico. Vic e Diane se conectam por meio de visões semelhantes às de mulheres negras sobre a forma como a morte de George foi tratada pela mídia e amigos brancos. Diane orienta Jack sobre como lidar com o problema em questão, embora ciente de seu privilégio. Dean encontra um paraíso seguro na presença de Diane para liberar seus sentimentos e exaustão. Depois de evitar Diane o dia todo, Robert finalmente revela o medo intenso por sua vida que a morte de Floyd desencadeou para ele. Enquanto isso, o hipócrita Michael Dixon se ajoelha durante uma entrevista na televisão para mostrar seu suposto apoio ao movimento Black Lives Matter. Na manhã seguinte, toda a equipe da Estação 19 e alguns de seus entes queridos se juntaram a um protesto do Black Lives Matter, possivelmente gerando mais problemas com a chefia do Seattle FD. Ao fim desse episódio há a seguinte mensagem: "Em homenagem a George Floyd, a escritora deste episódio doou sua taxa de roteiro para o 'Color of Change Education Fund'. As experiências e perspectivas das seguintes pessoas [há uma lista de pessoas logo abaixo, incluindo os atores, escritores e produtores do programa] informaram e enriqueceram este episódio. |              |                              |                     |                                                                            |                        |                     |
| 56 | 13           | "I Guess I'm Floating"       | Paris Barclay       | Daniel K. Hoh                                                              | 6 de maio de 2021      | 4.52                |
| Flashback: Os filhos de Ben e Miranda vão acampar com Ros, então eles aproveitam o tempo a sós, onde Miranda sente uma massa nos testículos de Ben, deixando-a preocupada. Os pais de JJ aparecem na casa de Dean para conhecer Pru, contar sobre o paradeiro de JJ e conhecer os pais de Dean. Bailey leva Ben para o médico para fazer exames, onde eles confirmam que Ben está com um tumor. Os pais de JJ falam que eles dão total apoio ao que Miller está fazendo com o processo, o que não agrada os pais de Dean, que diz que eles não precisam de seu apoio. O pai de JJ conta a história de sua família, que mesmo sendo americanos, sofreram violência policial por conta da descendência asiática. Os bombeiros negros de Seattle se reúnem em seu cruzeiro anual, onde o chefe Gregory faz um discurso inspirador, mas que dá uma indireta a Miller. Dean, então, vai falar com chefe justificando novamente seus motivos, que Gregory não concorda. Quando Dean estava para deixá-lo sozinho, o chefe passa mal e cai no mar aberto, e Dean pula atrás para tentar salvá-lo. Ben, ao ver a cena, tenta avisar sobre a situação, mas parece que ninguém o escuta e ele pega uma boia e um colete e salta também. Warren constata que o chefe já está morto e fala para Dean soltá-lo, para não gastar energia, mas ele se recusa. Enquanto estão em alto mar, Ben e Dean refletem sobre as coisas e falam do desejo de não morrer, mas também falam da possibilidade. Chega o momento em que eles precisam soltar o chefe Gregory e logo eles vão perdendo a consciência devido a hipotermia. Eles são resgatados ao amanhecer quando são localizados em uma praia. |              |                              |                     |                                                                            |                        |                     |
| 57 | 14           | "Comfortably Numb"           | Peter Paige         | Kiley Donovan                                                              | 20 de maio de 2021     | 4.92                |
| Maya pensa em pedir Carina em casamento para que ela não precise voltar para a Itália, enquanto Carina se prepara para partir. Marsha leva Marcus para o parque e deixa Jack e Inara a sós, e quando estavam prestes a fazem sexo, uma mulher cai do prédio direto na lixeira. Prestes a ser operado, Ben perde a companhia de Miranda devido a uma cirurgia de última hora. Então ele liga para Sullivan, que estava a caminho de um protesto com Andy. Antes de entrar em cirurgia, Ben recebe a companhia de Andy. Jack e Inara chamam uma ambulância para a mulher e eles descobrem que ela estava tentando fugir do apartamento de seu vizinho, mas não por abuso, por conta de terem um caso. Jack tenta tranquilizá-la contando sobre seu caso com uma mulher casada, Eva Vasquez. Enquanto ela desabafava, seu marido chega e a escuta falando do caso. Maya confidencia a Carina que ela nunca se assumiu para seus pais. Na conversa, Carina diz que não quer se casar nunca, alegando os casamentos falhos dos pais de cada uma, o que deixa Maya em uma situação complicada. Ben entra em cirurgia e alucina com ele mesmo sendo anesteologista e cirurgião de sua própria cirurgia. Maya e Carina brigam sobre o casamento ser uma burocracia e Maya diz que talvez seja melhor elas darem um tempo, o que irrita Carina e elas acabam se separando. No caminho para o aeroporto, Gabriella, a amiga de Carina, a faz refletir sobre o que ela está perdendo e que ela não pode se basear em casamentos fracassados. Maya vai para o hospital onde Ben está e conta para Andy o que aconteceu, e no mesmo momento Carina chega e se redime pedindo Maya em casamento, e ela aceita. |              |                              |                     |                                                                            |                        |                     |
| 58 | 15           | "Say Her Name"               | Oliver Bokelberg    | Zaiver Sinnett & Rochelle Zimmerman                                        | 27 de maio de 2021     | 4.59                |
| Vic precisa de um dia de folga de tudo relacionado ao Black Lives Matter, enquanto o resto da tripulação se prepara para montar um posto médico no protesto para ajudar os civis feridos em confrontos com o Departamento de Polícia de Seattle. A tripulação é chamada para um incêndio iniciado por desordeiros no restaurante dos pais de Vic. A equipe consegue salvar o prédio. Vic, Travis e Theo ficam para trás para ajudar na limpeza. Vic confronta seus pais com o fato de que sua estratégia de não falar sobre emoções não parece estar funcionando. Sua mãe revela que acompanharam sua vida em uma sala dedicada a comemorar todas as suas realizações. Mais tarde, a família Hughes disse a um repórter que a perda de sua propriedade é insignificante em comparação com a perda de inúmeras vidas de negros. Travis começa a perdoar Theo enquanto eles trabalham. Quando a cidade proíbe os planos da tripulação para o posto médico, eles decidem proceder como planejado como civis. Dean convence Maya a ter um casamento de verdade para alegrar a tripulação. |              |                              |                     |                                                                            |                        |                     |
| 59 | 16           | "Forever and Ever, Amen"     | Paris Barclay       | Kiley Donovan                                                              | 3 de junho de 2021     | 4.90                |
| Carina voltou para Seattle depois de um mês na Itália. Dois dias antes de seu casamento com Maya, a tripulação responde a um incêndio em uma casa. No local, Maya desafia abertamente uma ordem direta do chefe dos bombeiros McCallister para salvar a vida de um menino. O chefe dos bombeiros confidencia a Sullivan que o incidente permitiria que ele fechasse a estação 19, depois de todos os problemas que causou com a polícia de Seattle sob a capitania de Maya. Sullivan defende uma promoção para si mesmo para colocar todos de volta na linha. Sem o conhecimento do resto da tripulação, isso causa uma rixa com Andy, que o considera oportunista. No casamento, realizado no renovado Kaminski's, Travis se reúne com Emmett enquanto Vic cede a seus sentimentos românticos por Theo após a aprovação de Travis. Dean pega eles se beijando assim que ele decidiu contar a Vic sobre seus sentimentos após o incentivo de Ben e Bailey. Inara termina com Jack ao perceber que ele não está apaixonado por ela; ela o agradece por salvá-la e se muda para a casa de sua irmã na Califórnia. A mãe de Maya mais uma vez se liberta de seu marido abusivo para ir ao casamento. Enquanto as recém-casadas dançam, o restante dos convidados recebe a notícia de que Maya foi dispensada de suas funções. |              |                              |                     |                                                                            |                        |                     |

## Produção

### Desenvolvimento
Em 11 de março de 2020, a série foi renovada para uma quarta temporada pela ABC, com Krista Vernoff continuando como showrunner. Shonda Rhimes e Betsy Beers permaneceram como produtoras executivas, e Paris Barclay permaneceu como produtor executivo e diretor de produção. Após atrasos na produção devido à pandemia de COVID-19, a produção começou em setembro de 2020, enquanto a data de estreia foi anunciada em 17 de setembro de 2020.  Sua estreia no meio da temporada foi adiada em uma semana devido a atrasos imprevisíveis na produção devido à pandemia.
Quando a programação da rede de televisão dos Estados Unidos de 2020–21 foi anunciada, se confirmou que Station 19 permaneceria às quintas-feiras às 20h. A temporada estreou 12 de novembro de 2020 com um evento crossover de 3 horas com Grey's Anatomy. Seu final de meio de temporada foi ao ar em 17 de dezembro de 2020 com outro crossover.  Após um atraso de uma semana, a estreia de meio de temporada ocorreu em 11 de março de 2021 com um terceiro crossover. O final da temporada foi ao ar em 3 de junho de 2021.

### Casting
No dia 30 de julho de 2020, foi anunciado que Stefania Spampinato, que interpreta a Dra. Carina DeLuca, havia sido promovida ao elenco principal, depois de participações recorrentes na temporada anterior.
É a primeira temporada a não contar com o membro do elenco original Miguel Sandoval no elenco principal, visto que seu personagem Pruitt Herrera morreu no final da temporada anterior, embora Sandoval tenha repetido seu papel como convidado no episódio "Wild World". Em 9 de dezembro de 2020, foi anunciado que Robert Curtis Brown iria se juntar ao elenco recorrente interpretando o pai de Travis, Paul Montgomery. Brown foi introduzido no quarto episódio, "Don't Look Back in Anger", substituindo Ken Meseroll, que havia interpretado o personagem em papéis menores. Em 17 de março de 2021, foi anunciado que Khalilah Joi, conhecida no universo de Grey's Anatomy por interpretar a vítima de abuso sexual no episódio "Silent All These Years" da décima quinta temporada de Grey's Anatomy, iria fazer uma participação como uma nova personagem no episódio "Make No Mistake, He's Mine". Sobre trabalhar novamente com Joi, a showrunner Krista Vernoff declarou que "Khalilah Joi era o coração e a alma de 'Silent All These Years' e eu queria trabalhar com ela novamente só porque ela é uma artista extraordinária. E eu queria dar a ela uma chance de interpretar uma personagem relativamente livre de dores. É uma alegria tê-la de volta!"

### Roteiro
Assim como a 17ª temporada de Grey's Anatomy, a 4ª temporada de Station 19 abordou a pandemia de COVID-19. Porém a showrunner também prometeu uma temporada mais leve, em comparação com a anterior: "houve alguma escuridão real na temporada passada - tanta morte. Nesta temporada, a equipe se reencontra e encontra muita alegria, apesar do peso do mundo." Ela também queria explorar o custo da pandemia na comunidade de socorristas.
Outro tema presente na temporada é o abuso policial e o movimento Black Lives Matter. Vernoff escreveu um episódio mostrando as reações dos personagens ao assassinato de George Floyd em meio a outras questões raciais. Sobre essa temática, Vernoff diz que "é um grande enredo no decorrer de toda a nossa temporada. Nossa temporada ainda está se passando em maio e junho de 2020, e então, se você se lembra, em abril, maio, junho de 2020, estávamos processando como nação a morte de George Floyd, e a revolta na sequência disso, e então, estamos enfrentando corajosamente muitos desses problemas avançando no show."

## Recepção

### Prêmios e indicações
Barrett Doss e Okieriete Onaodowan receberam menção honrosa como Artista da Semana do TVLine, Doss por sua atuação em "Train in Vain", e Onaodowan por sua performance em "Get Up, Stand Up". A temporada também recebeu o The ReFrame Stamp, uma certificação concedida a produções de televisão com roteiro que contratam "pessoas que se identificam como mulheres em quatro das oito áreas críticas da produção: roteirista, diretor, produtor, líder, co-líder, partes faladas, chefes de departamento e equipe."

### Audiência
A temporada foi a segunda série de televisão com roteiro mais assistida da ABC durante a temporada de transmissão de 2020-2021 no grupo demográfico de 18 a 49 anos. Ao longo de sua transmissão, na audiência do mesmo dia de transmissão, a temporada teve média de 0.83 rating no grupo demográfico de 18-49 anos e 5.18 milhões de telespectadores, queda de 21 e 20 por cento, respectivamente, em relação à temporada anterior. Na audiência ao vivo+7 dias, a temporada teve média de 1.3 rating no grupo demográfico de 18-49 anos e 7.10 milhões de telespectadores, uma queda de 13 e 17 por cento, respectivamente, em relação à terceira temporada.
| №  | Título                       | Exibição original      | Rating/share (18–49) | Audiência (em milhões) | DVR (18–49) | Audiência em DVR (milhões) | Total (18–49) | Audiência total (em milhões) | Ref(s) |
| -- | ---------------------------- | ---------------------- | -------------------- | ---------------------- | ----------- | -------------------------- | ------------- | ---------------------------- | ------ |
| 1  | "Nothing Seems the Same"     | 12 de novembro de 2020 | 1.2/7                | 6.59                   | 0.5         | 2.28                       | 1.7           | 8.89                         | [ 55 ] |
| 2  | "Wild World"                 | 19 de novembro de 2020 | 1.0                  | 5.66                   | 0.4         | 1.61                       | 1.3           | 7.27                         | [ 56 ] |
| 3  | "We Are Family"              | 3 de dezembro de 2020  | 0.9                  | 5.58                   | 0.4         | 1.68                       | 1.2           | 7.27                         | [ 57 ] |
| 4  | "Don't Look Back in Anger"   | 10 de dezembro de 2020 | 0.8/5                | 5.58                   | 0.4         | 1.89                       | 1.3           | 7.47                         | [ 58 ] |
| 5  | "Out of Control"             | 17 de dezembro de 2020 | 1.0/6                | 5.63                   | —           | —                          | —             | —                            | —      |
| 6  | "Train in Vain"              | 11 de março de 2021    | 0.8                  | 5.40                   | 0.5         | 2.17                       | 1.3           | 7.58                         | [ 59 ] |
| 7  | "Learning to Fly"            | 18 de março de 2021    | 0.8                  | 5.10                   | —           | —                          | —             | —                            | —      |
| 8  | "Make No Mistake, He's Mine" | 25 de março de 2021    | 0.8                  | 5.26                   | —           | —                          | —             | —                            | —      |
| 9  | "No One Is Alone"            | 1 de abril de 2021     | 0.8                  | 4.78                   | 0.3         | 1.41                       | 1.1           | 6.20                         | [ 60 ] |
| 10 | "Save Yourself"              | 8 de abril de 2021     | 0.8                  | 4.87                   | 0.5         | 2.08                       | 1.2           | 6.95                         | [ 61 ] |
| 11 | "Here It Comes Again"        | 15 de abril de 2021    | 0.8                  | 5.10                   | —           | —                          | —             | —                            | —      |
| 12 | "Get Up, Stand Up"           | 22 de abril de 2021    | 0.7                  | 4.47                   | 0.4         | 1.77                       | 1.1           | 6.24                         | [ 62 ] |
| 13 | "I Guess I'm Floating"       | 6 de maio de 2021      | 0.8                  | 4.52                   | 0.4         | 1.83                       | 1.2           | 6.35                         | [ 63 ] |
| 14 | "Comfortably Numb"           | 20 de maio de 2021     | 0.8/6                | 4.92                   | 0.3         | 1.79                       | 1.2           | 6.72                         | [ 64 ] |
| 15 | "Say Her Name"               | 27 de maio de 2021     | 0.7/5                | 4.59                   | 0.4         | 1.78                       | 1.0           | 6.36                         | [ 65 ] |
| 16 | "Forever and Ever, Amen"     | 3 de junho de 2021     | 0.7/5                | 4.90                   | 0.4         | 1.66                       | 1.1           | 6.56                         | [ 66 ] |

Notas
1. ↑  Nas classificações da Nielsen, rating é uma fração do número total de residências com televisores em comparação com o número de aparelhos de televisão sintonizados em um programa específico.[51]
2. ↑  Os dados Ao vivo + 7 dias incluem o número de telespectadores que assistem aos episódios dentro de sete dias de sua transmissão original por meio de DVR e streaming de vídeo sob demanda.[53]
3. 1 2  A audiência ao vivo+7 dias não estava disponível, portanto, a audiência ao vivo+3 dias foi usada.